# Phasicnecus bithynia
Phasicnecus bithynia är en fjärilsart som beskrevs av Druce 1887. Phasicnecus bithynia ingår i släktet Phasicnecus och familjen Eupterotidae. Inga underarter finns listade i Catalogue of Life.